# Подхоз (Карагандинская область)
Подхоз (каз. Қосшар) — упразднённое село в Шетском районе Карагандинской области Казахстана. Входило в состав Агадырьской поселковой администрации. Исключено из учётных данных в 2010 г. Код КАТО — 356431105.

## Население
В 1999 году население села составляло 271 человек (153 мужчины и 118 женщин). По данным переписи 2009 года, в селе проживали 53 человека (30 мужчин и 23 женщины).